# 10,5 cm leFH 18
10,5 cm leichte Feldhaubitze 18 (10,5 cm leFH 18) – haubica kalibru 105 mm, standardowe wyposażenie jednostek niemieckiej artylerii polowej podczas II wojny światowej. Używana także w pojeździe Wespe.
Analizy przeprowadzone przez niemiecką armię w latach 20. wykazały, że zastąpienie armat kalibru 77 mm haubicami kalibru 105 mm pozwoli zwiększyć siłę ognia artylerii polowej kosztem niewielkiego wzrostu masy pojedynczego działa. Na przełomie 1928 i 1929 roku pod przewodnictwem firmy Rheinmetall AG rozpoczęto prace nad haubicą kalibru 105 mm, następcą 7,7 cm FK 16, a w 1935 roku nowa konstrukcja była gotowa. leFH 18 była wyposażona w łoże kołowe, dwuogonowe, rozstawne. Haubica przystosowana była do trakcji konnej. Zasilanie odbywało się przy pomocy naboi składanych. W drugiej połowie lat 30. le.F.H.18 stała się podstawowym działem niemieckiej artylerii polowej, była także eksportowana do Hiszpanii, Portugalii, na Węgry, a także do krajów Ameryki Południowej. Pomimo skonstruowania w Niemczech na przełomie lat 30. i 40. nowych haubic leFH 18(M) i leFH 18/40 leFH 18 była używana do końca wojny.